# Сторонние (озёра)
Сторонние — озёра на территории Малиновараккского сельского поселения Лоухского района Республики Карелии.

## Общие сведения
Площадь озёр — 1,1 км². Располагаются на высоте 49,2 метров над уровнем моря.
Форма водоёма лопастная, продолговатая: он вытянут с запада на восток. Берега сильно изрезанные, каменисто-песчаные, преимущественно возвышенные.
Через водоём протекает река Нильма, впадающая в Кандалакшский залив Белого моря.
Ближе к западной оконечности водоёма располагаются два небольших острова без названия.
У восточной оконечности водоёма проходит трасса Р21 («Кола»).
Код объекта в государственном водном реестре — 02020000711102000001975.